# Universidad Católica de Santa María

Campus USCM (2021)

Die Katholische Universität von Santa Maria (spanisch Universidad Católica de Santa María; kurz USCM) ist eine Katholische Universität in Arequipa, Peru. 
Mit dem Engagement des katholischen Paters William Morris Christy SM (1920–1999) wurde die Universität am 6. Dezember 1961 gegründet und durch die von Präsident Manuel Prado Ugarteche unterzeichnete Regierungsverordnung Nr. 024 bestätigt. Am 9. April 1962 wurde der Betrieb aufgenommen. Sie ist die zweitälteste Privatuniversität in Peru.
Die Universität widmet sich die akademische Aus- und Weiterbildung mit Bachelor, Master und Doktoratsabschlüssen in den Studienrichtungen Sozialwissenschaften, Rechts- und Wirtschaftswissenschaften, Natur- und Ingenieurwissenschaften und Gesundheitswissenschaften.